# Schumannianthus dichotomus
Schumannianthus dichotomus är en strimbladsväxtart som först beskrevs av William Roxburgh, och fick sitt nu gällande namn av François Gagnepain. Schumannianthus dichotomus ingår i släktet Schumannianthus och familjen strimbladsväxter. Inga underarter finns listade.